# Кічан
Кічан (вірм. Կիչան, азерб. Kiçan) — село у Мартакертському районі Нагірно-Карабаської Республіки. Село розташоване на трасі «Північ-південь», за 34 км на північ від Степанакерта та за 41 км на південний захід від Мартакерта. Поруч розташовані села Члдран, Араджадзор, Колатак, Нор Айґестан та село Хачен Аскеранського району.

## Пам'ятки
В селі розташована церква Сурб Аствацацін 19 ст., монастир «Анапат» 12-18 ст., цвинтар 12-18 ст., каплиця 18 ст., хачкар 13 ст. та джерело Анаїт.